# Chester (Arkansas)
Chester è un comune degli Stati Uniti d'America, situato in Arkansas, nella contea di Crawford.